# Istigazione a delinquere
L'istigazione a delinquere è un reato previsto dall'art. 414 del vigente codice penale italiano: "chiunque pubblicamente istiga a commettere uno o più reati è punito, per il solo fatto dell'istigazione".
L'art. 115 del codice ci dice che l'istigazione a delinquere, se non è accolta e seguita dalla commissione del reato, porta alla non punibilità dell'istigato.
Affinché il fatto di istigare a delinquere sia penalmente rilevante, deve sussistere pubblicità nel comportamento di chi istiga. Se sussiste detta pubblicità, il fatto di istigare a delinquere diviene penalmente rilevante, anche se non è seguito dalla commissione del reato. Le pene previste dall'art. 414, sono le seguenti:
1. la reclusione da uno a cinque anni, se trattasi di istigazione a commettere delitti.
2. la reclusione fino a un anno, ovvero con la multa fino a euro 206, se trattasi di istigazione a commettere contravvenzioni.

Se si tratta di istigazione a commettere uno o più delitti e una o più contravvenzioni, si applica la pena stabilita al punto 1.
Alla pena stabilita nel primo punto soggiace anche chi pubblicamente fa l'apologia di uno o più delitti. 
Fuori dei casi di cui all'articolo 302, se l'istigazione o l'apologia di cui ai commi precedenti riguarda delitti di terrorismo o crimini contro l'umanità, la pena è aumentata della metà. 
La particolarità della punizione della condotta di istigazione sta nella possibilità per l'istigato di accogliere o meno la stessa istigazione; se viene accolta, colui che commette il reato e l'istigatore concorrono nel reato commesso a titolo di "accordo", come specificato dall'art. 115 del codice penale stesso.
Secondo la Suprema Corte (sentenza n. 40552/2009), "l'elemento oggettivo dell'apologia di uno o più reati punibile ai sensi dell'art. 414, comma terzo c.p., non si identifica nella mera manifestazione del pensiero, diretta a criticare la legislazione o la giurisprudenza o a promuovere l'abolizione della norma incriminatrice o a dare un giudizio favorevole sul movente dell'autore della condotta illecita, ma consiste nella rievocazione pubblica di un episodio criminoso diretta e idonea a provocare la violazione delle norme penali, nel senso che l'azione deve avere la concreta capacità di provocare l'immediata esecuzione di delitti o, quanto meno, la probabilità che essi vengano commessi in un futuro più o meno prossimo".